# Margarinotus curvicollis
Margarinotus curvicollis är en skalbaggsart som först beskrevs av Heinrich Bickhardt 1913.  Margarinotus curvicollis ingår i släktet Margarinotus och familjen stumpbaggar. Inga underarter finns listade i Catalogue of Life.